# Artannes-sur-Indre
Artannes-sur-Indre település Franciaországban, Indre-et-Loire megyében. Lakosainak száma 2782 fő (2022. január 1.). Artannes-sur-Indre Ballan-Miré, Druye, Joué-lès-Tours, Monts, Pont-de-Ruan és Thilouze községekkel határos.

## Népesség
A település népességének változása:
| Lakosok száma | 1154 | 1402 | 2089 | 2519 | 2534 | 2615 | 2628 | 2649 | 2660 | 2782 |
|               | 1968 | 1982 | 1990 | 2006 | 2013 | 2015 | 2017 | 2019 | 2020 | 2022 |